# Ivana Korolová
Ivana Korolová (* 17. září 1988 Pardubice) je česká herečka, zpěvačka a dabérka.

## Život
Vystudovala obor hudebně-dramatický na Pražské konzervatoři. Hrála ve filmech Panic je nanic (2005) a Ať žijí rytíři! (2009), v seriálech a vystupovala v televizním pořadu O korunu krále Karla (2007). Věnuje se také dabingu. Po smrti Heleny Štáchové převzala v seriálu Simpsonovi dabing Lízy. Od roku 2020 dabuje v seriálu Star Trek: Discovery postavu Sylvie Tillyové. Také dabovala hlavní postavu Poppy ve dvoudílném animovaném filmu Trollové.

## Hudba
V roce 2018 vydala hudební singl s názvem PMS v žánru elektropop. Ve videoklipu se s ní objevily herecké kolegyně Patricie Pagáčová a Marika Šoposká, která napsala text této i dalších písní Ivany Korolové. V roce 2019 vydala hudební singl Kruhy. Ve stejném roce vyšel její třetí singl V tom. V prosinci 2019 jí vyšel čtvrtý debutový singl „Paleo“ a následně celé album Kruhy. 17. prosince 2019 oznámila, že s manželem čekají miminko.
Dne 8. června 2020 se jí narodila dcera Amélie.

## Role

### Filmy
- Panic je nanic (2006) – Zuzana
- Ať žijí rytíři! (2009) – Tereza, dcera rytíře z Vamberka
- Vodník a Karolínka (TV film, 2010) – Karolínka
- Dvanáct měsíčků (TV film, 2012) – Květa
- Modelky s.r.o. (2014)

### Seriály
- Ordinace v růžové zahradě
- Kriminálka Anděl (2008)
- Ať žijí rytíři!, rozšířená verze stejnojmenného filmu (2010) — Tereza, dcera rytíře z Vamberka
- Gympl s (r)učením omezeným (2013) — Tereza
- Četníci z Luhačovic (2017) — Stáňa Hejkalová
- Planeta YÓ — moderátorka
- Ohnivý kuře — Pavlínka
- Krejzovi — Daniela Krejzová
- Dobré zprávy (2022) — Jitka Křenková
- Kamarádi (2024)

### Divadlo

#### Divadlo Konzervatoře
- Muž sedmi sester, 2008–2010 – Lída
- Drahý Kadle, kampak dneska po divadle, 2009
- Pavel Kohout: Ruleta, 2009 – Madam / Marta

#### Kalich
- Tajemství, 2005
- Johanka z Arku[4], 2009–
- Pomáda, 2012–

#### Semafor
- Kytice, 2009–2012
- Dal si růži do polívky, 2010–2012
- Uteklo to jako H2O, 2010
- Mam'zelle Nitouche, 2010–
- Hodiny jdou pozpátku, 2011–
- Rytíři z Blaníku a krasavice Lída, 2013–

Divadlo Karlštejn
- Noc na Karlštejně - hrad Karlštejn od 2016 –, Alena

#### Komorní činohra Praha
Malá scéna Divadla pod Palmovkou
- Pavel Kohout: Ruleta, 2009–2010 (obnovená premiéra představení z DiKu) – Marta
- Drahý Kadle, kampak dneska po divadle, 2009–2010 (obnovená premiéra představení z DiKu)
- Paula Vogel: Jak jsem se učila řídit, 2010–

#### Divadelní společnost Nevítaní
- Luis Nowra: Noc bláznů, 2010 – Ruth

#### 3D company
- Woody Allen: Central Park West, 2011–2013
- Ingrid Lausund: Případ zborcené páteře, 2015–

#### Východočeské divadlo Pardubice
- S cizí dámou v cizím pokoji, 2012

#### Divadlo J. K. Tyla Plzeň
- Arthur Kopit, Maury Yeston: Nine, 2012–

#### Divadlo Hybernia
- Kapka medu pro Verunku, 2012–
- Sněhová královna, 2014 – Gerda
- Tarzan, 2019 – Jane

Hudební divadlo Karlín
- Slunce, seno, jahody, 2022 - Blažena

### Dabing
- Muzikál ze střední 1, 2, 3 – Gabriella Montez
- Transformers prime – Miko Nakadai
- Winx Club – Výprava do ztraceného království – víla Musa
- Stmívání – Alice Cullen
- Na vlásku – Locika
- Na parket! – Rocky Blue
- Lemonade Mouth (2011) - Mohini "Mo" Banjaree
- Farma R.A.K. – Chyna Parks
- Pokémon: Černý a Bílý – Iris
- Dr. House – Martha Mastersová
- Kdo přežije: Borneo – Kelly
- Dívčí parta – Claire Lyons
- Andělé Slunce – Maria
- Temné stíny – Viktorie Winters
- Soudný den planety země 2 – Marika Hellandová a Kimberly Weaverová
- Winx Club – Víla Musa, Selina
- Nespoutaný anděl – Maria de Jesus (Marichuy)
- Prolhané krásky – Aria Montgomery
- Lesouni – Bystroočka
- Tisíc a jedna noc – Melek
- Šťastný smolař – Hanička
- Kameňák 4 – Kamila Kohnová
- Můj malý pony: Přátelství je magické – Spike
- Taneční akademie I, II, III (ČT :D) – Abigail Armstrong
- Geniální průšvihy – Elizabeth
- Ballerína – Felícia LeBrazová
- Alenka – dívka, která se nestane – Alenka
- Království (seriál, 2013) – Mary Stuart
- V jako Victoria (seriál, 1.–3. řada) – Tori Vega
- Star proti silám zla (seriál, 2015) – Hvězduše
- Konečně doma (film, 2015) – Tipy (Tuchi)
- V hlavě (film, 2015) – Radost
- Já, padouch  (film) - Margo
- K.C. Undercover (seriál, 2014) – K.C.
- Alex & spol. (seriál, 2015) – Nicol
- Tučňáci z Magaskaru (seriál) – Marlyn
- Avatar: Legenda o Aangovi (seriál) – Katara
- Ladíme! (film, 2012) – Beca
- Ladíme 2 (film, 2015) – Beca
- Patrola (film, 2012)
- Trollové (film, 2016)
- Čarovný les (film, 2014) – Popelka
- Následníci 1, 2, 3 – Mal
- Následníci: Kouzelný svět (krátký seriál, 2015) – Mal
- Nicky Deuce (film, 2013)
- Kronika temna
- Čas na dobrodružství – princezna Žvýkačka
- Zhu Zhu
- Simpsonovi (od r. 2017, 28. řada) – Líza Simpsonová[5]
- Na vlásku: Seriál (2017) – Locika
- Průměrňákovi (8. řada) – Sue Hecková
- Star Trek: Discovery (seriál, 2017–) – Sylvia Tillyová
- Bílá královna (seriál, 2013) – Isabelle Nevillová
- Láska klepe na dveře (seriál, 2022) - Eda
- Polda 7 - Monika Black
- Tarzan a Jane - Jane
- Láska beze slov (seriál, 2023) - Hayat

## Diskografie
- Kruhy, 2019

Zpívá také na albu Semafor léta 1989–2015 (2018).